# Trdi sir
Trdi siri so siri, v katerih znaša količina vode v nemaščobni snovi sira (v/ns) od 63 do 73 odstotkov, tako da ti siri po zorenju vsebujejo še od 50 do 55 odstotkov absolutne vode. Absolutna voda torej označuje celotno količino vode v siru po zorjenju, in je lahko izražena v gramih na kilogram sira ali v odstotkih.
Trdi siri so čvrste konsistence, odlikuje jih zelo aromatičen in poln okus.
Trdi siri so primerni za pripravo solat, predjedi, glavnih jedi in poobedkov. Zelo teknejo zraven kruha, suhih mesnatih izdelkov, pršuta, prekajenega mesa in rib. Iz tovrstnih sirov pripravljajo tudi omake in druge kuharske osnove.

## Delitev sirov
Glede na vsebnost vode v nemaščobnem delu sira:
| zelo trdi siri | do 30 % vode       | siri tipa parmezan: (grana padano, parmigiano lodigiano, parmigiano emiliano, parmigiano reggiano), zbrinc                                                                                 |
| trdi siri      | od 35 do 45 % vode | bra, tolminc, ementalec, grojer, alpkäse, bohinjski sir, čedar, edamski sir, fontina, fiore sardo, grojer, kačkavalj, montasio, nanoški sir, pecorino, kraški ovčji sir, istrski ovčji sir |
| poltrdi siri   | od 40 do 50 % vode | edamec, gavda, maasdamec, tilzit, trapist, bel paese, port salut, provolone, sir za raclette, tete de moine, butterkäse                                                                    |
| mehki siri     | nad 50 % vode      | siri s plesnijo v testu ali na površini, siri z mažo na površini |
| sveži siri     | od 85 do 87 % vode | mocarela, skuta, cottage cheese, mascarpone |

Količina vode v nemastni snovi sira je važen podatek, po katerem se lahko opredeljuje tipologija sira. Kolikor mehkejši je sir, tem večji je odstotek vode v njem. Značilne lastnosti sira se namreč oblikujejo v nemaščobni snovi, ki je precej stalen parameter sirov.